# Light 'n' Lively Doubles Championships 1994
Light 'n' Lively Doubles Championships 1994 został rozegrany w dniach 24–27 marca 1994 roku na ziemnych kortach w Wesley Chapel. Jubileuszową XX edycję turnieju wygrał duet Jana Novotná – Arantxa Sánchez Vicario, który pokonał w finale broniące tytułu Gigi Fernández i Natallę Zwierawą.
Do turnieju specjalne zaproszenie (dziką kartę) otrzymały Tracy Austin i Pam Shriver

## Zawodniczki rozstawione
| Numer | Tenisistki                           | Osiągnięcie |
| ----- | ------------------------------------ | ----------- |
| 01    | Gigi Fernández Natalla Zwierawa      | finał       |
| 02    | Jana Novotná Arantxa Sánchez Vicario | zwycięstwo  |
| 03    | Patty Fendick Meredith McGrath       | półfinał    |
| 04    | Łarysa Neiland Elizabeth Smylie      | ćwierćfinał |